# 真実 (クルアーン)
『真実』とは、クルアーンにおける第69番目の章（スーラ）。52の節（アーヤ）から成る。マッカ啓示に分類される。

## 内容
冒頭の 「確かな真実」の言葉に因んでこの題名が付けられている。
アッラーフの全能と信仰による審判の日の救いが真実であることが述べられる。